# Cité Godot-de-Mauroy
La  cité Godot-de-Mauroy  ou cité Montaigne est une ancienne rue qui était située dans l’ancien 1er arrondissement de Paris à sa création, dans le 8e lors de sa suppression.

## Origine du nom
Le nom est celui de l’ancien propriétaire du terrain, également celui de l’actuelle rue Godot-de-Mauroy dans le 9e arrondissement de Paris.

## Situation
La cité perpendiculaire à l’avenue Montaigne était située entre cette avenue et la rue Marbeuf.
D’après le plan cadastral de 1876, la cité était moins étroite que les autres passages qui existaient entre l’avenue Montaigne et la rue Marbeuf, « passage des 12 maisons » au sud, «passage Guillard » au nord, avant le lotissement du quartier en 1880.

## Historique
La cité constituée à partir d’un chemin donnant accès à des jardins avant l’urbanisation du site, fut ouverte en 1812 sur un terrain appartenant aux héritiers de Godot-de-Mauroy.
Au milieu du XIXe siècle, la cité était principalement occupée par les ateliers et logements d’artisans de fabrication et d’entretien de voitures : serruriers, carrossiers.
Elle disparut en 1881 absorbée par la rue du Boccador tracée avec les autres rues environnantes dans un lotissement qui supprima les passages entre l’avenue Montaigne et la rue Marbeuf.

## Siège de l’invention du vélocipède à pédales
Le vélocipède à pédales aurait été inventé en 1861 par Pierre Michaux et son fils Ernest au 7 cité Godot-de-Mauroy. Pierre Michaux y avait installé vers 1858 une entreprise de serrurerie en voitures qui fabriquait également des tricycles.
Ernest, un des 4 fils de Pierre, âgé alors de 19 ans ayant trouvé fatigant pour les jambes l'usage d'une draisienne, aurait eu l'idée d'adapter un repose-pieds sur la roue avant. Il en parla à son père qui lui aurait conseillé d'adapter plutôt une manivelle qui permettrait de faire tourner la roue avant.
Pierre Michaux qui aurait construit une centaine de vélocipèdes en 1862 acheta en 1863 ce bâtiment du no 7 comprenant un atelier de 102 m2, une boutique et six chambres d’ouvriers aux étages puis le bâtiment voisin du no 5 en 1868 pour loger ses ouvriers.

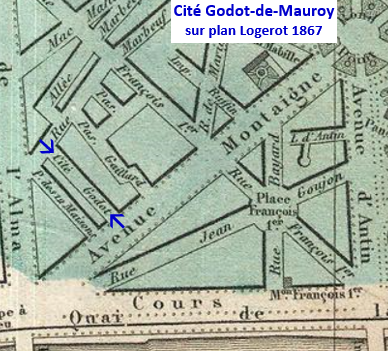
Cité Godot-de-Mauroysur, plan de 1867.
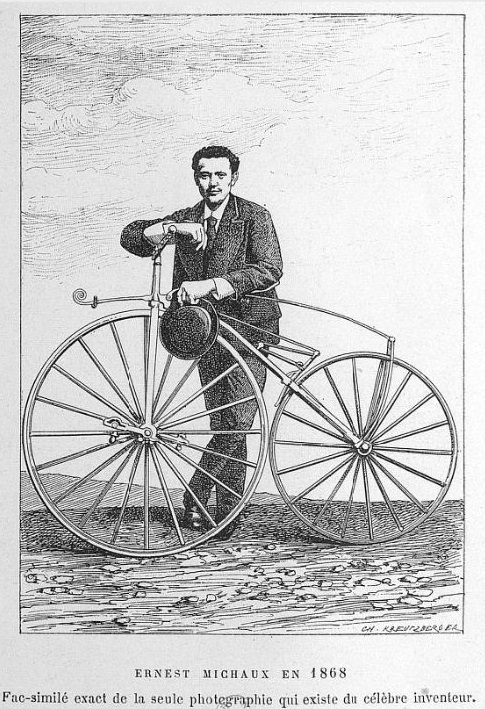
Ernest Michaux en 1868.
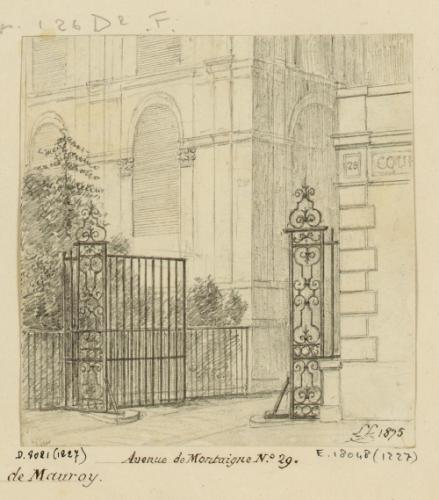
Entrée 29 avenue Montaigne.